# Alenush Terian
Ālenush Teriān (in armeno Ալենուշ Տէրեան?, in persiano آلنوش طریان‎; anche: in persiano آلنوش تریان‎; Teheran, 9 novembre 1920 – Teheran, 4 marzo 2011) è stata un'astronoma e fisica iraniana di origine armena ed è considerata la madre dell'astronomia iraniana moderna.

## Biografia
Nacque in una famiglia armena a Tehran, in Iran. Suo padre era un regista teatrale, poeta e traduttore che aveva tradotto lo Shahnameh dal persiano all'armeno. Sua madre era un'attrice di teatro e una regista. 
Si laureò nel 1947 nel Dipartimento di Scienza presso l'Università di Teheran e iniziò la sua carriera nel laboratorio di fisica di questa università, in cui fu nominata capo delle operazioni di laboratorio nello stesso anno.
Ottenne una borsa di studio per studiare in Francia, ma la richiesta fu respinta da Mahmoud Hessabi, eminente fisico di quel Paese, per il quale i traguardi già raggiunti da Terian, in quanto donna, erano già abbastanza.
Alla fine tuttavia lei partì ugualmente per la Francia, grazie al supporto economico di suo padre, e nel 1956 vi ottenne il dottorato in fisica atmosferica alla Sorbona. Al rientro in Iran diventò assistente in termodinamica presso l'Università di Teheran. In seguito lavorò nella fisica solare in Germania Ovest, per un periodo di 4 mesi, grazie a una borsa di studio conferita dal governo tedesco all'Università di Teheran. Nel 1964 la Teriān diventò la prima donna docente di fisica in Iran.
Nel 1966, la Teriān divenne membro della Commissione di geofisica dell'Università di Teheran, nel 1969 fu eletta capo degli studi di fisica solare e iniziò a lavorare nell'osservatorio solare di cui fu una dei fondatori. Si ritirò nel 1979, l'anno della Rivoluzione iraniana.
I festeggiamenti del 90º compleanno della Teriān a Tehran, nel 2010, furono tenuti da un certo numero di parlamentari iraniani e da oltre 100 armeni iraniani.
La Terian morì il 4 marzo 2011 a Teheran, dove da tempo risiedeva.